# 오노사카 마사야
오노사카 마사야(일본어: 小野坂 昌也1964년 10월 13일 ~ )는 일본의 남성 성우, 내레이터이다. 아오니 프로덕션 소속. 아오니 학교 오사카부제1기생 졸업생. 오사카부 오사카시 스미요시구 출신.

## 출연작품
굵은 글씨는 중요 작품에 있어서의 주요 등장 인물

### TV 애니메이션
1986년
- 게게게의 키타로 (제3기) (까마귀 텐구B, 가이케츠의 불덩이)
- 세인트 세이야(샤이나의 부하)※제1화「소생하라! 영웅신화」
- 하이스클!기면조
- 복두의 권
- 원더비트S

1987년
- 작은 아씨들(친구)
- 드래곤볼 (마을사람)
- 보스코 어드벤처 (나무꾼3)

1988년
- 비밀의 앗코쨩 (제2작)(관계자)
- 키테레츠 대백과(미술계、남자1、배달원、심판)

1989년
- 신 빅쿠리맨(트란푼)
- 싸워라! 초 로봇생명체 트랜스포머 V(관측 대원 B)※제23화

1990년
- 가리아게군(친구1, 순경, 샐러리맨, 소방관2)
- 불태워라 아타로 제2기 (중학생)
- YAWARA!(記者)

1991년
- 금붕어 주의보!(아사바 (초대))
- 하이스쿨 미스테리 학원7대 불가사의(이치노세)
- 매지컬 타루루토군（매우 빨리 달음.〈오른쪽〉、용소년）

1992년
- 츠요시 정신차려(1992년 - 1994년 이가와 츠요시)
- 미소녀전사 세일러문(1992년-1994년 제다이트)

1993년
- SLAM DUNK(아이다 하코이치、야스다 야스히로)

1994년
- 맡겨줘 스크럽파즈(덴Q 、나리마스、업자)
- 캡틴 츠바사 J(히노 료마、아나운서 외)
- 미소녀전사 세일러문 S(카메다)

1995년
- 천공전사ZENKI（슌이치）
- 날아라!앙팡맨(1995년 - 2000년 송이버섯 맨、단고의 탄고)

1997년
- 포켓몬스터（마사키）
- 명탐정 코난(코바야시 요스케)

1998년
- TRIGUN(밧슈 더 스턴피드)
- 모모이로 시스터즈(츠치카와 케이스케)
- 초기동전설 다이나기가(무츠 토시히로)

1999년
- 마이크로맨(아덴 프레임)
- 리스키&세이프티(모에의 아버지)
- 오루짱과 에비츄(사원 , 켄지)
- 카드캡터 사쿠라(케로베르스(대))
- 신풍괴도 잔느(치아키의 아버지)
- 시공탐정 겐시군(키노쿠니야 문사에몬)
- 작지만 큰사람 미크로맨(아덴 프레임)
- 파워스톤(에드워드 포커)
- Petshop of Horrors(레온 올코트)
- 마법을 쓰고Tai!（타카쿠라 타케오)

2000년
- 삐뽀빠뽀 패트롤군(가쓰타 , 비트 , 도로퐁A 외)
- ONE PIECE(2000년 - 2006년, 샴, 누기레·야이누 , 츄, 스팬담 , 스팬다인)

2001년
- 기동천사 엔젤릭 레이어((잇짱(미하라 이치로))
- The Soul Taker 〜영훈〜(미오 시로)
- 샤먼킹(신대양)
- 테니스의 왕자님(2001년 - 2012년 모모시로 타케시, 장녀·모모코 , 릭 , 심판))
- 하지메의 일보(2001년 - 2013년 센도 타케시)

2002년
- 근육맨 2세(근육 만타로)
- 스파이럴 〜추리의 끈〜(소노베 타카시)
- 도쿄 뮤우뮤우(아사노 군)
- 폭투선언 다이간다(드리모그)
- 록맨 에그제

2003년
- WOLF'S RAIN(이글)
- 쿄고쿠 나츠히코 항간에 떠도는 100가지 이야기(후시미야)
- 디지몬 프론티어(스칼사타몬)
- 보보보-보・보-보보(돈파치、텔)

2004년
- 근육맨 2세 ULTIMATE MUSCLE(근육 만타로)
- 폭렬천사（아라키 토쇼고)
- 포켓몬스터 어드밴스 제너레이션(카이)
- 명탐정 코난(호리코시 쇼지, 고교생의 오오타키 코치우, 니시고리 소베이, 참가자)

2005년
- 건x소드(카이지)
- 창성의 아쿠에리온(피에르 비에라)
- 트랜스 포머 비스트워즈 리탄즈(오브시티 엔)
- 블리치（히라코 신지)
- 모험왕 비트 엑셀리온
- 딸기 100%(선배)
- MÄR-메르헤븐-（나나시)

2006년
- 괴 〜ayakashi〜 「천수각 이야기」
- Kanon（애니메 제2작）(극악 과학자(영화))
- 근육맨 2세 ULTIMATE MUSCLE2(근육 만타로)
- 지옥소녀 2기(하시츠메 리키야)
- 나왔어요! 파워 퍼프걸Z(가부끼 몬스터 , 만담가)
- 천보이문 아야카시
- NIGHT HEAD GENESIS(후타미 요시키)
- 축!(해피☆럭키)빅쿠리맨
- 블랙잭(토오루)
- 블랙잭21(파일럿)
- 부활하는 하늘-RESCUE WINGS-(니혼마츠 다이고)

2007년
- 역경무뢰 카이지(오다)
- 게게게의 키타로 (제5작)
- 강철 삼국지(장비 익덕)
- 채운국 이야기 제2 시리즈 (시바진(하야부사))
- 천원돌파 그렌라간(리론)
- BACCANO! -바카노!-(아이작 디언)
- 모에땅(아군)
- 러브★콤(후카가와 하루카)

2008년
- GUNSLINGER GIRL -IL TEATRINO-(마르칸트 니오)
- 은흔 (2008년 - 2013년 오비 하지메) - 2시리즈
- 고르고13(마우스)
- 네오 안젤리크 Abyss（제이드)
- 네오 안젤리크 Abyss -Second Age-（제이드)
- 일벌레 키즈 마이스터 햄스터즈(보스)
- 비밀 〜The Revelation〜(운전기사)
- 얏타맨(제2작)(대오쿠 교수)※제10화

2009년
- 크레용 신짱(아름다운 청년)
- 케로로 중사(브리프)
- 사키-Saki-(사키의 아버지)
- 드래곤볼 카이(파터)
- 하지메의 일보 New Challenger(센도 타케시)
- 하야테 처럼!!（코우지)
- 동쪽의 에덴(혼다 부장)
- 얏타맨(제2작)(디렉터)※제32화
- 헤타리아(프랑스)

2010년
- 듀라라라! (아이작 디언, 11화에 깜짝 출연)

- 유희왕5D's

2011년
- THE IDOLM@STER (석유왕 무함마드 알리)
- 쾌도천사 트윈엔젤 (알렉산더)
- 토리코 (텟페이)
- 47도도부견 (오사카견)
- 부르잖아요, 아자젤씨 - (2011년 - 2013년 아자젤 아츠시)

2012년
- 경계선상의 호라이즌Ⅱ (벤 존슨)
- 세인트 세이야Ω (히드라 이치)
- 원피스 에피소드 오브 나미 항해사의 눈물과 동료들과의 인연 (츄, 샴)

2013년
- 원피스 에피소드 오브 메리 단 한 명의 동료 이야기 - 스팬담
- 팔견전-동방팔견이문- - 카에데

2014년
- 킬라킬 (사쿠라미야 켄타)

2015년
- 죠죠의 기묘한 모험 스타더스트 크루세이더즈 (알레시)
- 원펀맨 (포동포동 프리즈너)

2017년
- 타임보칸24 (마쓰다이라 가타모리)

2018년
- 카드캡터 사쿠라 클리어 카드 편 - 케르베로스(큰)
- 팝팀에픽 (포푸코 제8화 B파트)
- 심야! 천재 바카본  (타코하시 잇세이)
- 요괴워치 섀도우사이드  (2018년 - 2019년 밋치)
- 벨제붑 아가씨의 뜻대로  (아드람멜렉)

2019년
- 게게게의 키타로 6기 (히히)

2020년
- 문호와 알케미스트: 심판의 톱니바퀴  (오다 사쿠노스케)
- 요괴학원 Y ~N과의 조우~ (2020년 - 2021년, 미츠마타노드치(삼두스네이크),하이퍼 밋치)

2021년
- 흡혈귀는 툭하면 죽는다 (시냐 시리스키)
- 팝 팀 에픽(재방송 6화 B파트팝코)

2022년
- 블리치: 천년혈전편 (히라코 신지)
- 우리 스승님은 꼬리가 없다

2023년
- TRIGUN STAMPEDE（라디오DJ)

### OVA
2006년
- 테니스의 왕자 OVA (모모시로 타케시)

### 게임
- 진삼국무쌍(真・三國無双) 조운(趙雲)
- 무쌍 오로치 3 - 악마뱀의 저주 - 조운

### 라디오
- 모여라 마사카노 편집부 - 카노 유이와 공동진행. (라디오 칸사이, 2006년 4월 - )
- A&G GAME MASTER GT-R - 카토 에미리, 아쿠츠 카나와 공동진행(교대로 담당) (분카방송초!A&G+, 2008년 10월 - )
- 오노사카 마사야의 Say! You Young (분카방송초!A&G+, 2010년 4월 6일)